# Sundsvall
Sundsvall város Svédországban, Medelpad tartományban, Västernorrland megyében . Sundsvall község székhelye.
Lakossága 49 400 fő.

## Történelem

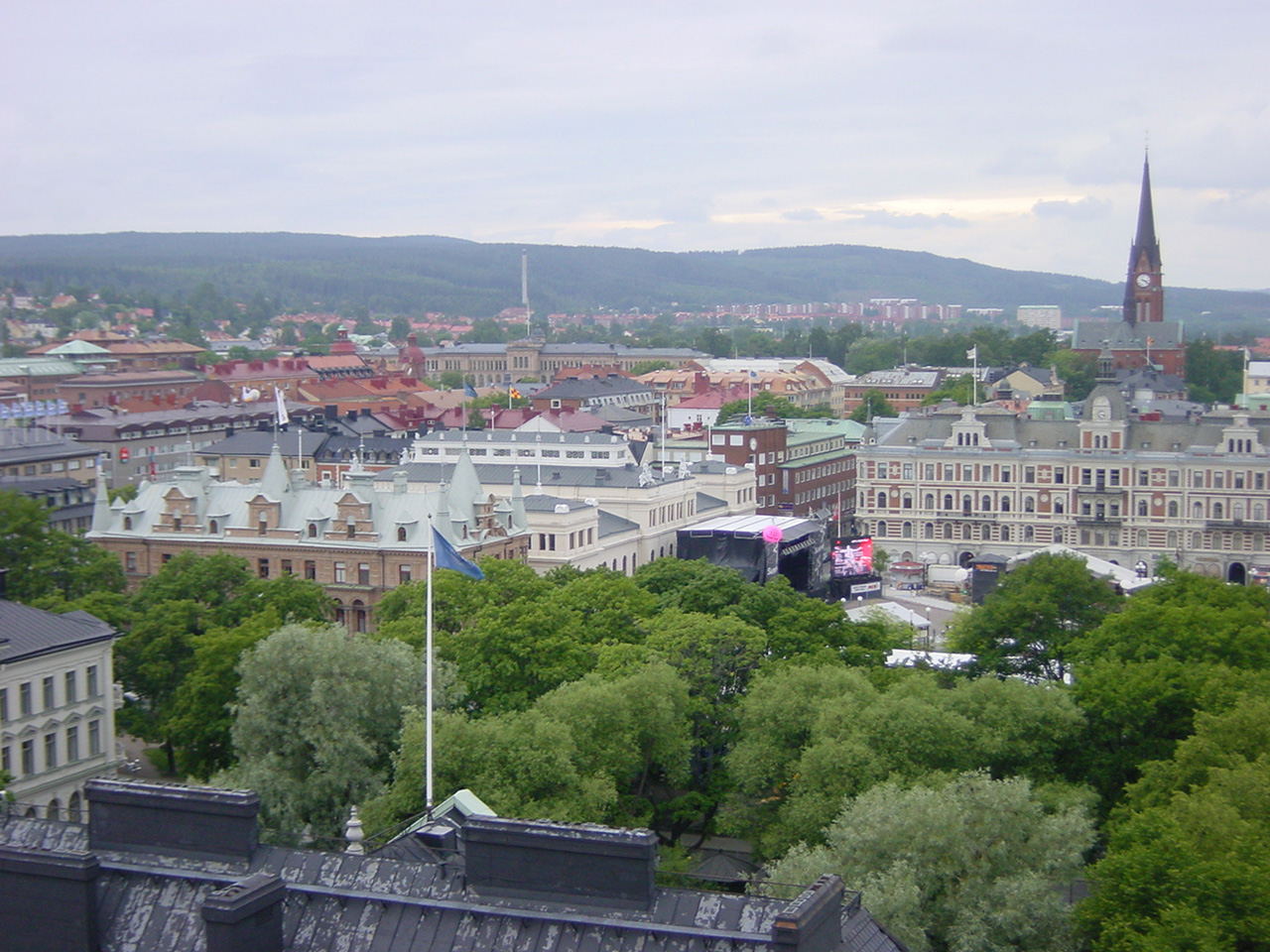
Sundsvall

A város történelme során négyszer égett le és ugyanennyiszer építették újjá. Először, 1721-ben az orosz hadsereg gyújtotta fel a Nagy északi háború alatt. Az utolsó 1888-as tűz volt a legnagyobb tűzvész Svédország történelmében. Feltételezések szerint egy gőzhajóból kipattant szikra okozta a katasztrófát.
Ezt követően a városközpontban kizárólag kőépületeit emeltek. Sundsvall városának központja ezért mind a mai napig a "Kőváros" (Stenstaden) becenevet viseli.
Egyes történetek szerint a svéd iparosodás szintén Sundsvallban kezdődött mikor a Tunadal fűrésztelep
vett egy gőzzel működő fűrészt 1849-ben. Az 1900-as évek elején még nagyobb központja volt az
erdőgazdálkodásnak mint amekkora ma. Az első nagy svéd sztrájk a "Sundsvall sztrájk" volt 1879-ben.
Az ipari örökségnek köszönhetően Sundsvall térsége politikailag szocialista beállítottságú.
Napjainkban város nem csupán papír- és alumíniumgyártása miatt jelentős. Biztosítási vállalatok, bankok és
telekommunikációs cégek is jelen vannak a városban. Az újonnan megalapított Közép-svédországi Egyetem szintén itt
található.

## Személyek
- Stan Hasselgård
- Elin Ek
- Helen Sjöholm

## Testvérvárosok
- Pori, Finnország
- Porsgrunn, Norvégia
- Sønderborg, Dánia
- Volkhov, Oroszország
- Konin, Lengyelország